# Dværgeforeningen
Dværgeforeningen blev i 1989 dannet af en gruppe forældre under navnet: Landsforeningen for Væksthæmmede.
Alle forældre havde til fælles, netop at have et barn med dværgvækst. De manglede viden om de problemer, der opstår, når man får et barn, der er væksthæmmet.
Også voksne dværge kom med i foreningen, og fandt et forum, hvor de kunne udveksle erfaringer
I dag er de første børn i foreningen blevet voksne, og i 2007 skiftede foreningen navn og visuel identitet. Foreningen har i dag ca. 400 medlemmer.